# CommScope
CommScope — американська компанія, що є глобальним постачальником широкого спектру рішень для мережевої
інфраструктури.
Штаб-квартира компанії розташована в місті Гікорі (Північна Кароліна, США).
У CommScope працює понад 30000 співробітників.
CommScope має чотири бізнес-сегменти: домашні мережі, широкосмугові мережі, кампусні мережі та бездротові мережі.

## Історія
CommScope спочатку була лінійкою продуктів компанії Superior Continental Cable, що була заснована 1953 року в Гікорі (Північна Кароліна, США).
1961 року Superior створила підрозділ під назвою Comm/Scope, що розробляв системи CATV і продавав коаксіальний кабель під назвою CommScope.
1967 року Superior придбала компанія Continental Telephone Company, а CommScope став підрозділом Continental.
1976 року команда менеджерів на чолі з Френком Дренделом (англ. Frank Drendel) і Джеральдом Леонхардтом (англ. Jerald Leonhardt) разом із групою інвесторів з району Гікорі придбали компанію Comm-Scope.
1977 року CommScope об'єдналася з компанією Valtec, лідером у волоконно-оптичних технологіях. Об'єднана компанія взяла назву Valtec.
1979 року компанія Valtech пожертвувала волоконно-оптичну лінію та обладнання для з’єднання Палати представників Конгресу США зі студіями C-SPAN, що вперше забезпечило пряму трансляцію засідань Конгресу США.
1980 року компанія M/A-Com придбала Valtec, і CommScope став частиною Cable Home Group для M/A-Com.
1983 року CommScope створила підрозділ виробництва кабелів для комп’ютерних мереж та інших спеціалізованих ринків проводів.
1986 року Cable Home Group було продано General Instrument Corporation, і CommScope став підрозділом компанії General Instrument.
1997 року компанія General Instrument розділилася на три незалежні публічні компанії, однією з яких була CommScope.
У той час CommScope мала річний дохід у розмірі 560 мільйонів доларів і була найбільшим постачальником коаксіального кабелю для операторів кабельного телебачення.
2000 року CommScope розпочала будівництво нової корпоративної штаб-квартири в Гікорі, Північна Кароліна.
2004 року CommScope придбала у компанії Avaya кабельний підрозділ Connectivity Solutions і успадкувала бренд SYSTIMAX — компанію, що, мабуть, найбільш відома своїми корпоративними кабельними системами.
Рішення Avaya Carrier Solutions, що пропонували застосунки, розроблені для комутації та передачі в телефонних центральних офісах і безпечних середовищах, також стали частиною CommScope.
Це придбання подвоїло розмір CommScope.
2007 року CommScope придбала глобального постачальника бездротової інфраструктури Andrew Corporation, що допомогло CommScope задовольнити попит компаній мобільного зв'язку.
2008 року компанію CommScope було обрано для підключення Dallas Cowboys до їхнього нового стадіону починаючи з сезону НФЛ 2009 року. Для цього знадобилося понад 5 мільйонів футів мідних та оптоволоконних кабелів.
2011 року інвестиційний фонд The Carlyle Group придбав CommScope.
Це придбання зробило компанію CommScope приватною власністю фонду The Carlyle Group і вивело її з Нью-Йоркської фондової біржі.
25 жовтня 2013 року CommScope провела первинне публічне розміщення акцій на NASDAQ під назвою COMM.
У 2015 році CommScope придбала підрозділ широкосмугових мережевих рішень (BNS) компанії TE Connectivity. Пізніше в 2015 році CommScope придбала Airvana, приватну компанію, що спеціалізується на рішеннях для малих стільникових мереж.
У лютому 2016 року було оголошено, що на трасі Daytona International Speedway є нова інфраструктура електропроводки від CommScope.
У червні 2016 року компанія Carolina Panthers уклала контракт із CommScope для модернізації бездротового та дротового зв'язку на стадіоні Bank of America Stadium.
У листопаді 2016 року Carlyle Group оголосив про продаж решти акцій CommScope.
2019 року для мосту Гонконг — Чжухай — Макао, 55-кілометрової системи міст-тунель, CommScope поставила понад 110 багатодіапазонних антен, що підтримують діапазони мереж 2G, 3G і 4G.
4 квітня 2019 року CommScope завершила придбання Arris International, компанії з виробництва телекомунікаційного обладнання та власника Ruckus Networks.
Arris і Ruckus стали брендами CommScope.
У жовтні 2020 року CommScope придбала портфоліо патентів на віртуальні мережі радіодоступу (vRAN) у Phluido — компанії, що спеціалізується на віртуалізації та дезагрегації мереж радіодоступу (RAN).
8 квітня 2021 року компанія CommScope оголосила про плани відокремити свій бізнес домашніх мереж.
Системи CommScope були зламані хакерською групою Vice Society в рамках атаки з вимогою викупу в березні 2023 року. У квітні група опублікувала викрадені дані, серед яких були службові документи та конфіденційна інформація співробітників компанії.
У жовтні 2023 року французька технологічна компанія Vantiva оголосила про придбання підрозділу Home Networks американського постачальника мережевої інфраструктури CommScope в обмін на 25% акцій Vantiva.